# Patrizia Ciofi
Patrizia Ciofi (Siena, 1967) és una soprano italiana.
Va fer els estudis a l'Institut musical Mascagni de Liorna i completà la seva formació amb master-classes. Va obtenir nombrosos premis en concursos de cant internacionals. Debutà al Teatre municipal de Florència en Giovanni Sebastiano de Gino Negri. La seva carrera es desenvolupà llavors sobre les escenes italianes. El 1997, cantà per primera vegada a la Scala de Milà a La traviata, sota la direcció de Riccardo Muti.
Ha cantat un repertori molt extens, de Händel (Tamerlano) a Bellini (La sonnambula, I puritani), passant per Mozart (Don Giovanni, Les noces de Fígaro), Rossini (La gazza ladra, Otello) Verdi (Rigoletto, Falstaff) Puccini (La Bohème).
El 2006 debutà al Gran Teatre del Liceu amb Lucia a Lucia di Lammermoor de Donizetti. Al mateix teatre cantà la temporada 2009-2010 La Fille du régiment de Donizetti i la temporada 2015-2016 va fer el paper de Giuletta a I Capuleti e i Montecchi de Bellini.